# コスタス・アデトクンボ
コンスタンティノス・ンドゥブシ・"コスタス"・アデトクンボ（Konstantinos Ndubuisi "Kostas" Antetokounmpo, [ˌɑːntɛtəˈkuːmpoʊ] AHN-tet-ə-KOOM-poh; ギリシア語: Κωνσταντίνος Εντουμπουίσι "Κώστας" Αντετοκούνμπο, IPA: [ˈkostas a(n)detoˈkumbo]; 1997年11月20日 - ）は、ギリシャ出身のプロバスケットボール選手。ポジションはC。兄のタナシス、ヤニス、弟のアレックスもプロバスケットボール選手である。

## 経歴

### ダラスマーベリックス/テキサスレジェンド（2018–2019）
2018年3月22日、大学では1シーズンプレイしただけで2018年のNBAドラフトにアーリーエントリーを発表し、5月4日にはNBAドラフトコンバインに参加した。2巡目全体60位でフィラデルフィア・セブンティシクサーズに指名され、その直後にダラス・マーベリックスにトレードされた。

### ロサンゼルスレイカーズ/サウスベイレイカーズ（2019–2021）
2019年7月22日、ロサンゼルス・レイカーズがウェイバー公示されていたアデトクンボと契約した。シーズン中2way契約選手としてプレーし5試合出場した。NBAバブルにも参加し自身初のNBAチャンピオンを獲得し、ギリシャ生まれの選手として初のNBAタイトル獲得となった。
2020年11月26日、レイカーズと再び2way契約を結んだ。

### ASVEL（2021–2022）
2021年7月16日、コスタスはフランスのプロリーグ、リーグ・ナショナル・バスケットボールとユーロリーグに所属するアスヴェル・バスケットと契約を結んだ。国内リーグでは21試合に出場し、1試合平均11.0分の出場で、4.3得点、2.2リバウンド、1.0ブロック、プレーオフでは5試合に出場し、1試合平均8.8分の出場で、2.4得点、1.6リバウンド、ユーロリーグでは26試合に出場し、1試合平均13.1分の出場で、5.8得点、2.7リバウンドという成績を残した。

### シカゴ・ブルズ（2022）
2022年10月14日、シカゴ・ブルズと2way契約を結んだ。2022年12月16日、ブルズからウェイブされた。

### フェネルバフチェ・ベコ(2022-2023)
2022年12月19日、ユーロリーグとBSLに所属するフェネルバフチェ・ベコと契約を結んだ。

### パナシナイコスBC(2023-2025)
2025年2月11日、パナシナイコスBCはコスタスとの契約を解除したと発表した。

### UCAMムルシアCB(2025)
2025年2月12日、リーガACBとBCLに所属するUCAMムルシアCBへの加入が発表された。契約期間は2024-2025シーズン終了までとなっている。

### オリンピアコスBC(2025-)
2025年7月10日、ユーロリーグとGBLに所属するオリンピアコスBCへの加入が発表された。契約期間は2年。

## 個人成績

### NBA

#### レギュラーシーズン
| シーズン | チーム   | GP | GS | MPG | FG%   | 3P% | FT%  | RPG | APG | SPG | BPG | PPG |
| -------- | -------- | -- | -- | --- | ----- | --- | ---- | --- | --- | --- | --- | --- |
| 2018–19  | DAL      | 2  | 0  | 5.3 | .000  | —   | .500 | .5  | .0  | 1.0 | .0  | 1.0 |
| 2019–20  | LAL      | 5  | 0  | 4.0 | 1.000 | —   | .500 | .6  | .4  | .0  | .0  | 1.4 |
| 2020–21  | LAL      | 15 | 0  | 3.7 | .300  | —   | .462 | 1.3 | .1  | .1  | .3  | .8  |
| キャリア | キャリア | 22 | 0  | 4.0 | .375  | —   | .474 | 1.0 | .1  | .2  | .2  | 1.0 |

### カレッジ
| シーズン | チーム       | GP | GS | MPG  | FG%  | 3P%  | FT%  | RPG | APG | SPG | BPG | PPG |
| -------- | ------------ | -- | -- | ---- | ---- | ---- | ---- | --- | --- | --- | --- | --- |
| 2017-18  | デイトン大学 | 29 | 6  | 21.1 | .574 | .133 | .516 | 2.9 | .4  | .2  | 1.1 | 5.2 |

## 人物・エピソード
2023年3月、アイスホッケー選手のフィリップ・フォシュベリ、他の兄弟達(タナシス、ヤニス、アレックス)と共にナッシュビルSCのオーナーシップグループに加わると発表された。

## 代表チームでの経歴
ギリシャ代表として2020年東京オリンピック予選、ユーロバスケット2022に出場している。